# Fritz Manteuffel
Friedrich Manteuffel, connu sous le nom de Fritz Manteuffel, né le 11 janvier 1875 et mort le 21 avril 1941, est un gymnaste allemand, qui a remporté deux médailles d'or lors des Jeux olympiques d'été de 1896 à Athènes.
Manteuffel participe aux concours par équipes des barres parallèles et de la barre fixe remportant deux médailles d'or. Il a moins de réussite aux épreuves individuelles (cheval d'arçons, barres parallèles, barre fixe et saut de cheval), son classement n'est pas connu. Lors des Jeux de Paris en 1900, il termine soixante-douzième du concours général individuel.